# Lot 64 (Île-du-Prince-Édouard)
Lot 64 est un canton dans le comté de Kings, Île-du-Prince-Édouard, Canada. Il fait partie de la Paroisse St. Andrew.

## Population
- 974 (recensement de 2001)[1]
- 931 (recensement de 2006)[1]
- 905 (recensement de 2011)[2]

## Communautés
Incorporé :
- Murray Harbour
- Murray River

Non-incorporé :
- Abney
- Beach Point
- Gladstone
- Guernsey Cove
- High Bank
- Hopefield
- Little Sands
- White Sands